# Cash-cash (roman)
Pour les articles homonymes, voir Cash-Cash (homonymie).
Cash-cash (The Wanton) est un roman policier de l’écrivain australien Carter Brown publié en 1959 en Australie et aux États-Unis. Le livre paraît en France en 1960 dans la Série noire. La traduction, prétendument "de l'américain", est signée Chantal Wourgaft. C'est une des nombreuses aventures du lieutenant Al Wheeler, bras droit du shérif Lavers dans la ville californienne fictive de Pine City - la neuvième traduite en français aux Éditions Gallimard. Le héros est aussi le narrateur.

## Résumé
Le shérif Lavers dérange Al Wheeler pour un simple suicide, mais c'est chez les Randall, "une des meilleures familles de Pine City", et il convient d'écarter les journalistes et d'éviter les vagues. Hélas, la jeune Alice Randall ne s'est pas pendue, et encore moins marqué un "C" au fer rouge dans le dos, toute seule... Guidé par les confidences d'un maître d'hôtel très observateur, Al Wheeler découvre bientôt des manquements, présents et passés, au fameux "code d'honneur" des Randall. Mais quand on lui affirme que sa fille Alice était enceinte de deux mois, la très rigide Lavinia Randall ne veut pas l'entendre. Et malgré la multiplication des agressions, la loi du silence persiste dans le clan. Heureusement, Mélanie, la belle-fille, n'est pas de ce milieu et compense chaleureusement la froideur glaciale avec laquelle on accueille les incursions du lieutenant dans le domaine familial. 

## Personnages
- Al Wheeler, lieutenant enquêteur au bureau du shérif de Pine City.
- Le shérif Lavers.
- Annabelle Jackson, secrétaire du shérif.
- Doc Murphy, médecin légiste.
- Le sergent Polnik.
- Lavinia Randall, mère de la victime.
- Justine Randall, sœur de la victime.
- Francis Randall, frère de la victime.
- Mélanie Randall, épouse de Francis.
- Gene Carson, homme de loi de la famille Randall.
- Ross, maître d'hôtel des Randall.
- Mary, gouvernante de Lavinia Randall.
- Duke Amoy, patron du Club Confidentiel.
- Tina, chanteuse au Club Confidentiel.

## Édition
- Série noire no 548, 1960,  (ISBN 2070475484). Réédition : La Poche noire no 149 (1971),  (ISBN 9782071024017).